# Joseph François Augustin Monneron
Pour les articles homonymes, voir Monneron.
Joseph François Augustin Monneron, né le 24 décembre 1756 à Annonay (Ardèche) et mort le 13 août 1826 à Barataria (Nouvelle-Orléans), est un banquier français, député de Paris à l'Assemblée législative et négociant à La Nouvelle-Orléans.

## Contexte
Ses frères Charles Claude Ange Monneron (1735-1799), Louis Monneron (1742-1805) et Pierre Antoine Monneron (1747-1801) furent respectivement députés aux États Généraux pour la sénéchaussée d'Annonay, les Indes orientales et pour l'Île de France.

## Biographie
Il fit sa carrière dans les finances et s'établit d'abord banquier à Paris. Son frère Louis lui servit de caution. Ils obtinrent en 1791 le droit de frapper monnaie en cuivre qui portait leur nom (pièces de 2 et 5 sols). 
Il est député de Paris à l'Assemblée Législative le 28 septembre 1791, il demanda dès le 21 octobre, l'organisation des écoles primaires et la punition des prêtres qui refusaient de se soumettre aux lois. En janvier 1792, il tenta de défendre la liberté du commerce avec les colonies, puis il donna sa démission le 31 mars 1792.
En juin 1796, il crée avec un autre négociant, Jean Godard, une banque d’escompte appelée Caisse des comptes courants (le terme de banque est banni de France depuis l’expérience de la Banque générale de John Law). La société s’installe à l’hôtel Massiac, place des Victoires dans les anciens bureaux de la Compagnie des Indes, d’où son surnom de Caisse Massiac.
Rapidement, quelques financiers se joignent aux deux fondateurs dont Le Couteulx et Médard Desprez. Nommé en 1798 directeur de la Caisse des comptes courants, il se vit accusé de malversations à hauteur de 2,5 millions de francs après avoir pris la fuite : il fut acquitté, grâce, semble-t-il, à l’intervention de Barras.
Le Premier Consul avait songé à en faire un ministre des Finances. Sa disgrâce était due à Fouché, son antagoniste.  Celle-ci, équivalut pour lui à la ruine, malgré son acquittement. Il crut peut-être, comme Napoléon Ier, à la possibilité d'un retour d'influence française en Louisiane quand celle-ci fut vendue. Il quitta la France pour les États-Unis et termina ses jours à la Nouvelle-Orléans.

## Source
- Site geneanet samlap